# Île Hanson
L'île Hanson (en anglais : Hanson Island) est une île du détroit de la Reine-Charlotte en Colombie-Britannique, au Canada. 